# Machilus parabreviflora
Machilus parabreviflora là loài thực vật có hoa trong họ Nguyệt quế. Loài này được Hung T. Chang miêu tả khoa học đầu tiên năm 1960.